# Liquidador

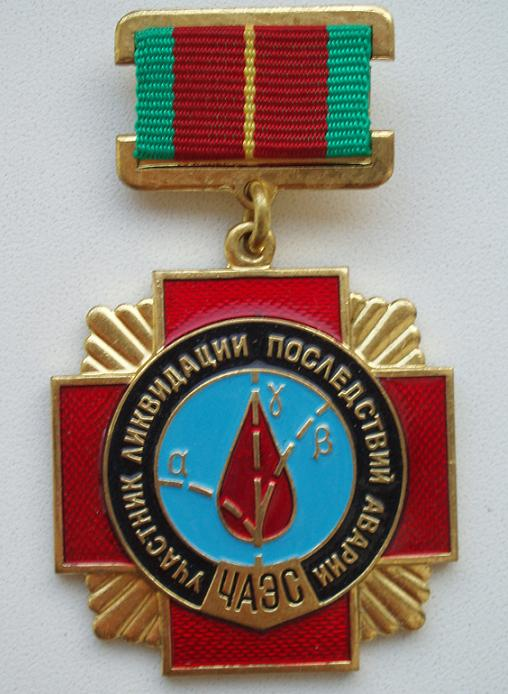
Medalha soviética concedida aos liquidadores

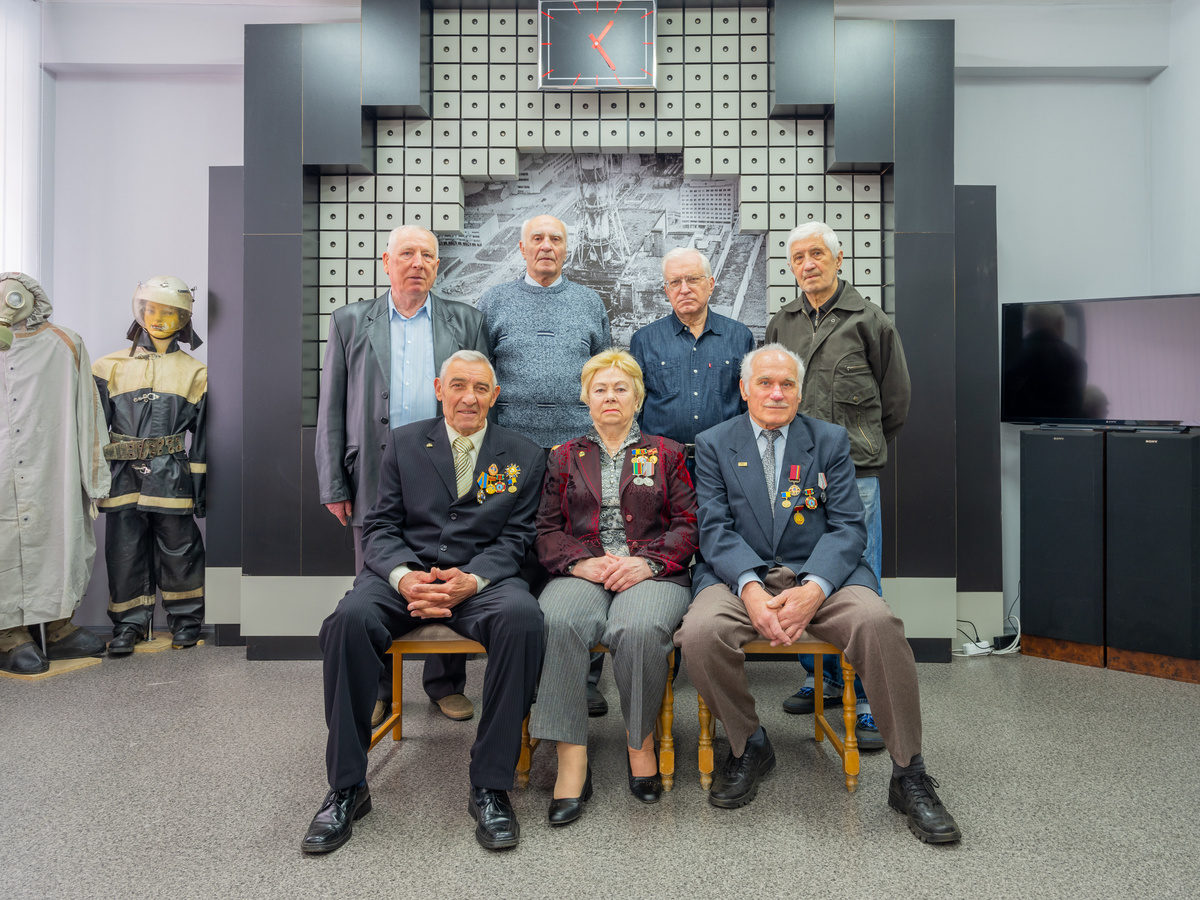
Veteranos de Chernobyl

Liquidadores eram cerca de 600 mil homens e mulheres, civis ou militares, que se ocuparam em minimizar as consequências do desastre de 26 de abril de 1986 em Chernobil. Foram bombeiros, militares, operários e voluntários que se encarregaram de apagar os incêndios e construir o sarcófago, estrutura desenhada para conter a radiação liberada durante o acidente nuclear de Chernobil. Estas pessoas se arriscaram a construir o equipamento protetor que absorveu grande parte da radiação.
Os liquidatários sobreviventes são qualificados para benefícios sociais significativos devido ao seu status de veteranos. Muitos liquidatários foram elogiados como heróis pelo governo soviético e pela imprensa, enquanto alguns lutaram por anos para ter sua participação oficialmente reconhecida.
Embora haja um consenso aproximado de que um total de 31 ou 54 pessoas morreram devido a trauma por explosão ou síndrome aguda da radiação (SAR) como resultado direto do desastre, há um debate considerável sobre o número preciso de mortes decorrentes dos efeitos de saúde de longo prazo do desastre, com estimativas variando de 4 000 (segundo as conclusões de 2005 e 2006 de um consórcio conjunto das Nações Unidas e dos governos da Ucrânia, Bielorrússia e Rússia) até pelo menos 93 000 (de acordo com conclusões conflitantes de diversas organizações científicas, de saúde, ambientais e de sobreviventes). Diferentes estudos apontam diferentes graus de mortalidade entre os liquidadores, com algumas análises mostrando um aumento de fatalidades devido a problemas congênitos de saúde e problemas no coração, mas com um aumento pequeno nos casos de câncer.